# Muzeum letecké a pozemní techniky Vyškov
Muzeum letecké a pozemní techniky Vyškov je letecké a vojenské muzeum, které se nachází v areálu letiště Vyškov (LKVY), na severovýchodním okraji města Vyškov v Jihomoravském kraji, v bezprostředním sousedstvím dálnice D46. V muzeu, nacházejícím se v prostoru starého vojenského letiště, lze zhlédnout řadu exponátů letecké a vojenské techniky, zbraní a také zcela unikátní sbírku částí letadel, havarovaných v průběhu druhé světové války (tzv. „letecká archeologie“). Muzeum provozuje Nadace LHS (Nadace Letecké historické společnosti Vyškov) a vzniklo ve spolupráci s Armádou České republiky.

## Historie
Historie muzea sahá až do přelomu 80. a 90. dvacátého století, kdy skupina nadšenců a dobrovolníků Z-77 (Z jako Zápisník, tehdejší časopis, kde byly zveřejňovány reportáže) provedla do roku 1990 celkově 106 pátrání po sestřelených letadlech. V 73 případů bylo pátrání úspěšné a podařilo se vykopat části sestřelených letadel. Poté skupina LHS Slavkov (do roku 1993) a následně Nadace LHS Vyškov, provedla do roku 2013 dalších 516 pátrání a 50 kopání. Celkem bylo provedeno 622 pátrání a 123 kopání sestřelených letadel. 
Následně Nadace LHS (zkratka z „Letecké Historické Společnosti“) založila ve spolupráci s Armádou České republiky v prostoru letiště Vyškov muzeum. 

## Exponáty
V muzeu je možné vidět řadu exponátů vojenských letadel, vojenské techniky, zbraní a „leteckých vykopávek“ z doby 2. světové války.

### Letadla a vrtulníky
- Aero L-29 Delfín
- Aero L-39 Albatros
- Iljušin IL-14
- Iljušin IL-28
- MIG-15 BIS
- MIG-19
- MIG-21 (celkem 8 ks)
- MIG-23
- Mil Mi-1
- Mil Mi-2
- Mil Mi-4
- Mil Mi-8
- SU-7
- SU-25K
- TS-11 Iskra
- VR3 Rejs
- Z-37 Čmelák

### Pozemní technika
- VAZ-135
- GAZ-59
- GAZ-66
- GSP-55 (Obojživelné pontonové polosoulodí)
- GPU 3A (Startovací elektrocentrála)
- LEYLAND +  přívěs Care
- Mercedes Schörling LKD 322/42
- MO-111 (motorový člun)
- Praga V3S
- SPT-104 (letištní pojízdné schody)
- Tatra 111
- Tatra T 138
- Tatra T-805
- Tatra T-815
- Volha (automobil)
- ZIL – 131 AMK-24

### Fragmenty sestřelených letounů z 2. sv. války
- B-17 Flying Fortress – část kabiny
- B-24 Liberator – vrtule
- Focke-Wulf  FW-190 – vrtule a přídavná nádrž
- Iljušin IL-2 a IL-10 – motory a různé fragmenty
- Messerschmitt  Bf-109G – vrtule a zadní ostruhové kolo
- Vickers Wellington – vrtule a podvozek